# Bauko
Bauko è una municipalità di quarta classe delle Filippine, situata nella provincia di Mountain, nella Regione Amministrativa Cordillera.
Bauko è formata da 22 barangay:
- Abatan
- Bagnen Oriente
- Bagnen Proper
- Balintaugan
- Banao
- Bila (Bua)
- Guinzadan Central
- Guinzadan Norte
- Guinzadan Sur
- Lagawa
- Leseb

- Mabaay
- Mayag
- Monamon Norte
- Monamon Sur
- Mount Data
- Otucan Norte
- Otucan Sur
- Poblacion (Bauko)
- Sadsadan
- Sinto
- Tapapan